# Île Recalada
L'île Recalada (en espagnol : isla Recalada) est une île située au sud du Chili. L'île a accueilli des colonies de gorfous dorés (Eudyptes chrysolophus) et de gorfous sauteurs (Eudyptes chrysocome) aujourd'hui disparues,.